# 前田真里 (女優)
前田 真里（まえだ まり、1960年1月23日 - ）は、日本の女優、声優、脚本家である。東京都渋谷区出身。本名：前田良子。
旧芸名：葦川牧（あしかわ まき）、前田悠衣（まえだ ゆい）。

## 来歴
東京女学館高等学校出身。高校在学中から「前田真里」名義で女優活動を開始する。
宝塚音楽学校に入学し、宝塚歌劇団65期生として活動。葦原邦子にもらって芸名を「葦川牧」とする。1979年に初舞台を踏み、後に星組に配属される。1987年退団。
宝塚退団後芸名を「前田悠衣」に改め、さらにその後芸名を「前田真里」に改め、舞台のみならずテレビ・ラジオ・脚本執筆・後進育成と活動の場を広げる。なお脚本では旧名の前田悠衣を引き続き使用している。
ちなみに、同期の春風ひとみとは自身が脚本を手がけたラジオドラマ『OZ』で共演を果たしている。
2009年4月よりマウスプロモーション所属。

## 出演作品

### テレビドラマ
- さくらの唄（レギュラー 稲葉なおみ役）
- さすらい刑事旅情編
- はぐれ刑事純情派
- 連続テレビ小説
  - 凛凛と
  - あぐり
- 刑事貴族2.3（ゲスト出演&脚本執筆）
- 代表取締役刑事
- 土曜ワイド劇場
  - 女ひとり暮らし連続殺人
  - なんでも屋探偵帳（第6作 波子役）
  - 江戸ッ子探偵殺人案内（第2作 山下恵子役）
- 戦国武士の有給休暇（最終話 側室役）
- Age,35（第9話）
- 事件・市民の判決（第9話）
- 土曜ドラマ「病院」
- 天晴れ夜十郎（第1,3,5,7話 小紫役）
- 木曜の怪談'97 悪霊学園（第2話）
- 不機嫌な果実（第7話 同窓生役）
- 恋の片道切符
- パートタイマー刑事 月影兄妹の事件簿1 みちのく殺意の帰郷（脇村紗里役）
- はれ時々くもり
- 素晴らしき家族旅行（第5話）
- 古畑任三郎（第31回 母親役）
- 別れる二人の事件簿
- 女優・杏子
- 仮面ライダーアギト（第29話 刑事役）
- 陰陽師（第2話 草笛役）
- 真実一路（林田敏子役）
- 愛のソレア（第52話）
- 火曜サスペンス劇場（多数）

### 舞台
- 紅はこべ（花組 (宝塚歌劇)・初舞台）
- オルフェウスの窓
- 哀しみのコルドバ
- 小さな花がひらいた

### テレビアニメ
- おジャ魔女どれみ（藤原麗子、柳田のママ、少女）
- おジャ魔女どれみ♯（藤原麗子、ちからの母）
- も〜っと! おジャ魔女どれみ（藤原麗子）
- おジャ魔女どれみ ドッカ〜ン!（藤原麗子）
- 俺物語!!（母親）
- 神風怪盗ジャンヌ（女子生徒）
- かげきしょうじょ!!（星野マリ）
- クレヨンしんちゃん（主婦）
- ドラえもん（音楽の先生）
- ゆかいなみつばちファミリー

### Webアニメ
- マウスどうぶつえん（2018年、チワワのまり / マウスプロシアン）

### ゲーム
- キャサリン（アンナ・ローズメント）

### 吹き替え
- コバート・アフェア CIA諜報員アニー
- マードック・ミステリー 〜刑事マードックの捜査ファイル〜
- ラコニア号 知られざる戦火の奇跡（エリザベス）

### ラジオ
- 青春アドベンチャー
  - OZ（フィリシア）
  - ランドオーヴァー（ウィロウ）
  - わたしは真悟（まりん）
  - 五番目のサリー（サリー）
  - 谷山浩子の「悲しみの時計少女」（時計少女）
  - サンタクロースが歌ってくれた（ゆきみ）
  - 平成トムソーヤ（キクチ）
  - エヴァが目ざめるとき（エヴァ）
  - リプレイ（パメラ・フィリップス）
- FMシアター
  - レンタル・メモリアル

### ドラマCD
- おジャ魔女CDくらぶ その3 おジャ魔女ハッピッピドラマシアター（はづきのママ(藤原麗子)）

### 人形劇
- ドラムカンナの冒険（キャサリン先生）